# Tomás de Berlanga
Fray Tomás de Berlanga, nacido Tomás Martínez Gómez (o Enríquez Gómez) (Berlanga de Duero, 1487-Berlanga de Duero, 7 de julio de 1551), fue un religioso dominico español, nombrado obispo de Panamá (1534-1537). Se le deben, entre otras cosas, la idea de un antecesor al canal de Panamá, el intercambio de productos y técnicas agrícolas entre el nuevo y el viejo mundo y una amplia labor diplomática indígena.

## Biografía
Fray Tomás de Berlanga, nació en Berlanga de Duero (Soria), España, en 1487 y murió en su mismo pueblo natal el 8 de agosto de 1551. Su nombre de pila era Tomás Martínez Gómez (o Enríquez Gómez) y pertenecía a una familia de modestos agricultores. Según se deduce de algunos apuntes de su época, durante sus primeros estudios ya se perfilaba como aplicado, ingenioso y virtuoso. Más tarde pasó a estudiar a El Burgo de Osma, para seguir los pasos de Santo Domingo de Guzmán.
Posteriormente estudió en el convento de San Esteban en Salamanca, y una vez preparado para enfrentarse a las tareas de la Orden Dominica, en 1508 profesó y continúa su preparación humanística además de instruirse en temas geográficos, náuticos y de ciencias naturales que le valdrán en el futuro para desarrollar una extraordinaria labor positiva en sus viajes por el Nuevo Mundo. En 1510 embarca para la isla Española formando parte de la segunda expedición dominica, y algún tiempo después fray Tomás es elegido como prior del Convento de los Dominicos de Santo Domingo.
Desde 1531 a 1545 se hizo cargo del obispado de Panamá aunque antes de su nombramiento fue enviado a México como Viceprovincial de su Orden. En 1533 era nombrado consejero de la Corona española y en 1535 y, como legado regio, viajaba hasta Lima para mediar sobre las disputas que sostenían Diego de Almagro y Francisco Pizarro sobre los límites de sus respectivas gobernaciones.
En el viaje oficial que lo llevó hasta Lima, una calma chicha y las corrientes marinas lo apartaron de su ruta y lo llevaron hasta un archipiélago que fray Tomás de Berlanga bautizaría como islas Galápagos, por la cantidad de grandes quelonios que habitaban dichas islas. El descubrimiento y descripción de estas islas, era comunicado por fray Tomás al emperador Carlos I de España, desde la ciudad ecuatoriana de Portoviejo, que un año antes había sido fundada por Francisco Pacheco, por orden de Diego de Almagro.

## Mediador de disputas limítrofes

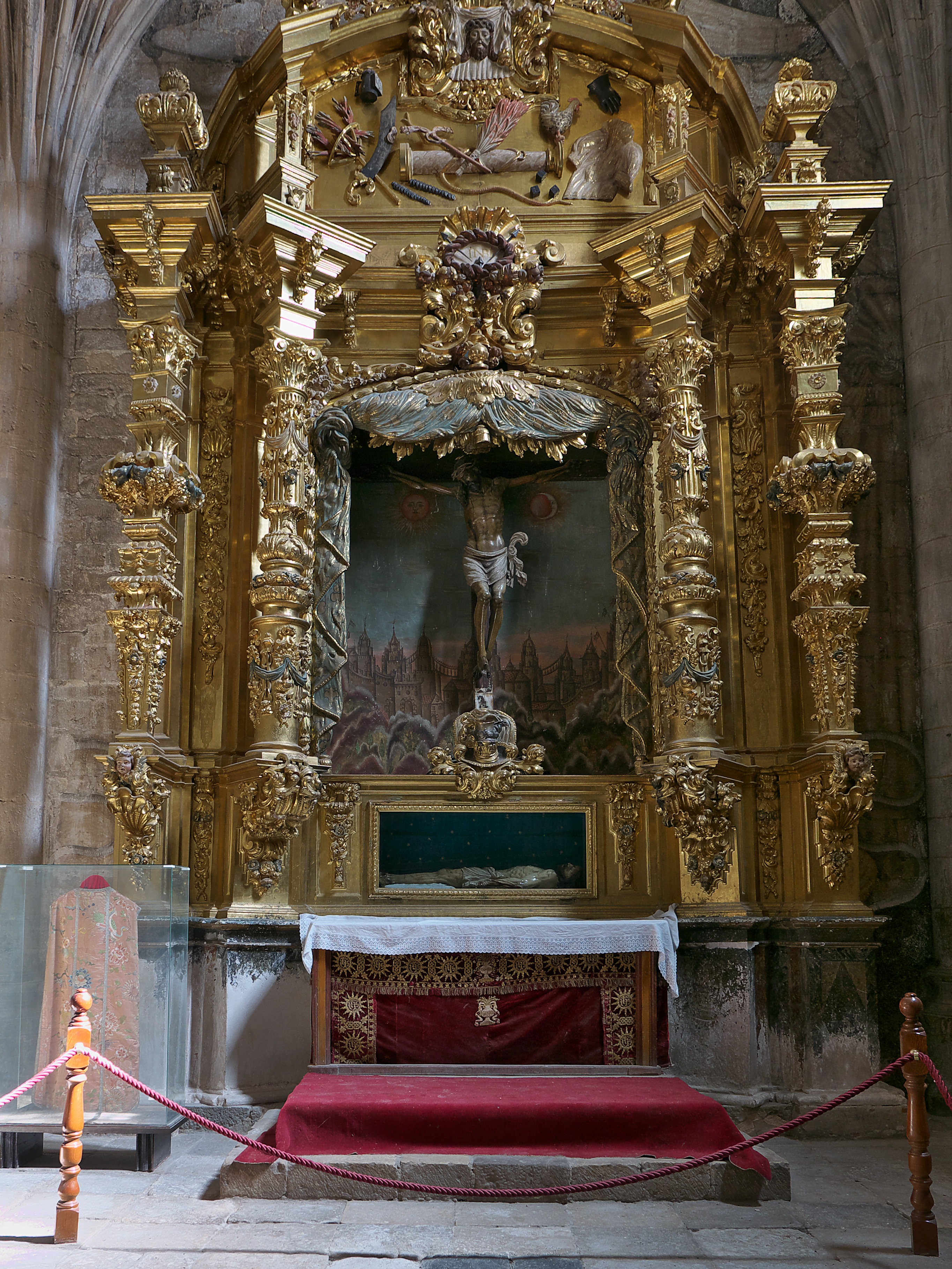
Capilla funeraria de Fray Tomás en la Colegiata de Santa María del Mercado de Berlanga de Duero.

Por real provisión de 31 de mayo de 1535, fray Tomás de Berlanga había llegado a Lima con la misión real de delimitar las gobernaciones de Perú y Chile, puesto que ambos conquistadores no se ponían de acuerdo en los límites y la Corona mandaba lo siguiente:

Que atento que el Rey había dado a don Francisco Pizarro la gobernación que comenzaba desde el Río de Santiago hasta el pueblo de Chincha, que podían ser como doscientas leguas, y después se la alargó veinticinco leguas más, y otras setenta, inclusas las veinticinco; siendo la real intención que tuviese 270 leguas de largo de costa, Norte Sur meridiano; y que así mismo hizo merced al mariscal Almagro de otras 200 leguas de gobernación, que comenzasen desde donde acababa la de don Francisco Pizarro; y porque podría suceder, que por no ser la costa derecha, hubiese alguna diferencia sobre la medida y cuenta de las dichas leguas; mandaba al Obispo que para evitar cualquiera disensión, hiciese tomar el altura y grados en que estaba el lugar de Témpula o Santiago, y que tomados contase por derecho meridiano Norte Sur, las dichas 270 leguas, sin contar la vuelta que hiciese la costa, mirando los grados de la tierra, que en ella se comprenden, y según las leguas que a cada grado suelen corresponder, Norte Sur, y que por donde, tomada el altura, se viniesen a cumplir los grados, se comprendiesen las dichas 270 leguas allí señaladas, fuesen el término de la gobernación de don Francisco Pizarro, para que de aquello fuese Gobernador con toda la tierra que hubiese. Este Oeste, dentro de los dos parajes, a donde comenzasen y acabasen las dichas 270 leguas, contadas por meridiano derecho; y que desde allí comenzase la gobernación de don Diego de Almagro, hasta cumplir otras 200 leguas, y que en la cuenta de ellas se tuviese y guardase la misma orden, con particular y precisa orden a los dichos gobernadores. Que hecha esta declaración del Obispo, cada uno guardase los términos de su gobernación, y que en solos ellos hiciese su oficio sin entrar ni usurpar cosa alguna de los límites y jurisdicción, el uno del otro, so pena de privación de oficio

Por manos amigas, a Francisco Pizarro le habían llegado noticias anticipadas de esta resolución y urgió a Diego de Almagro para que se dispusiera a partir a la conquista de Chile. Pizarro estorbó la misión del obispo fray Tomás y este, por más que lo intentó, no consiguió salir para Cuzco como era su intención para informar a Diego de Almagro de la resolución de la Corte. Aunque el obispo había mandado cartas a Almagro esté no las recibió porque fueron interceptadas en el camino.

## Misión fallida
En Lima, Pizarro se encargó de que fray Tomás fuera agasajado y atendido con esplendidez y viendo el obispo que no le era posible cumplir con la misión que le había mandado Carlos I de España, y contrariado por los acontecimientos, se dispuso para volverse a Panamá. Francisco Pizarro intentó hacerle valiosos regalos pero Berlanga los rechazó, y solo le admitió una caja de cucharas de metales preciosos. Asimismo, Pizarro le encargó que llevase un donativo de 600 pesos para el hospital de Panamá y otro de 400 pesos para el de Nicaragua.
Al mismo tiempo, mientras fray Tomás estuvo en Lima, cumplió con varios encargos de otra índole menos escabrosa, tales como adelantar las obras del convento de San Domingo de Lima y dar a conocer las providencias que traía a favor de los indios, además de fiscalizar la administración en cuanto a la liquidación del quinto real y demás gravámenes que pertenecían a la Corona. Para dar cumplimiento a estas disposiciones, dictó ordenanzas y orientó la aplicación de aranceles, dictámenes que fueron entregados a los oficiales reales que tenían a su cargo la administración de la Hacienda.

## Impulsor de nuevas ideas

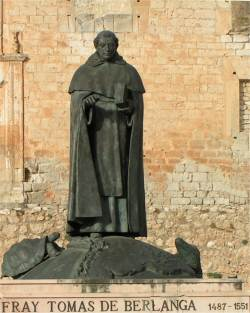
Estatua en su localidad natal de Berlanga de Duero.

Además de ser activo en su cometido misionero, también se preocupó de fomentar la agricultura en las tierras del Nuevo Mundo, ya que parece ser que fray Tomás fue el impulsor de la siembra y el consumo del tomate en el área caribeña; además de que también impulsaría el cultivo del plátano “dominico” (bautizado así en honor del ilustre prelado) en el área de Tierra Firme.
Inducido por sus ideas progresistas y sus conocimientos geográfico-marinos, adelantándose casi tres siglos, concibió la idea de comunicar el Atlántico con el Pacífico. Durante los años 1534 al 36 se hacían los primeros estudios para establecer una comunicación interoceánica aprovechando las condiciones del istmo de Panamá. El plan que se propuso entonces era el de aprovechar las aguas del río Chagres, navegable hasta Cruces y enlazar con el río Grande a escasas leguas de Panamá, pero el proyecto hubo que desecharlo entonces por los enormes gastos que suponían su realización.

## Últimos años
Quizás agobiado por el inmenso trabajo misionero y las responsabilidades clericales, a los 50 años renunciaba al obispado de Panamá y regresaba a su pueblo natal; trajo consigo un caimán disecado procedente del río Chagres y que puede verse en la Colegiata de Santa María del Mercado, en Berlanga. De todas formas no se apartó del trajín, ya que en 1543 fundaba un convento de su Orden en Medina de Rioseco y celebraba la primera misa en aquel sagrado recinto. Además en Berlanga de Duero fundaba varias capellanías y señalaba rentas para dotar a huérfanas desamparadas. El ilustre clérigo moría el 8 de agosto de 1551, y fue enterrado en la capilla mayor de la citada colegiata de Berlanga, del lado de la epístola.